# 絹毛馬唐
絹毛馬唐（学名：Digitaria sericea）为禾本科馬唐屬下的一个种。

## 扩展阅读
- 維基物種上的相關：絹毛馬唐